# 玉村站 (日本)
玉村站（日语：／ Tamamura eki */?）是位於茨城縣常總市小保川，屬於關東鐵道的常總線車站。本站位於市內的舊（石下町）

## 概要

### 在此站行走的運行形態
- 上行（石下、水海道、守谷、取手方向）
  - 日間每小時設有1-3班普通列車（前往取手，部分前往守谷）停靠。部分列車可在水海道轉乘另一架前往取手[注釋 1][3]。
- 下行（下妻、下館方向）
  - 日間每小時設有1-2班普通列車（前往下館）停靠，晚間設有前往下妻的班次[3]。

## 歷史
- 1931年（昭和6年）11月5日 - 常總鐵道（日语：常総鉄道）車站啟用[1]。
- 1945年（昭和20年）3月30日 - 與筑波鐵道（第一代）（日语：筑波鉄道 (初代)）合併，成為常總筑波鐵道（日语：常総筑波鉄道）車站[1]。
- 1965年（昭和40年）6月1日 - 與鹿島參宮鐵道（日语：鹿島参宮鉄道）合併，成為關東鐵道車站[1]。
- 1970年代 - 站外開始委托發售車票。
- 1982年（昭和57年）7月16日 - 成為無人車站。
- 2009年（平成21年）3月14日 - 此站可以使用IC卡PASMO[1]。

## 車站構造
本站為地面車站與無人車站，並設有1面1線的單式月台。本站只在月台上設置簡易候車室和公共電話。

## 使用狀況
以下為近年乘車人次變化。
| 乘車人員變化 | 乘車人員變化 |
| 年度         | 1日平均人次  |
| ------------ | ------------ |
| 2005         | 38           |
| 2006         | 37           |
| 2007         | 38           |
| 2008         | 34           |
| 2009         | 32           |
| 2010         | 31           |
| 2011         | 35           |
| 2012         | 35           |
| 2013         | 34           |
| 2014         | 29           |
| 2015         | 24           |
| 2016         | 29           |
| 2017         | 34           |
| 2018         | 39           |

## 車站周邊
車站附近設有農地和住宅。
- 常總市立玉小學

## 相鄰車站
關東鐵道
■常總線
快速
通過
普通
石下－玉村－宗道

## 注腳

## 外部連結
- 玉村站 | 車站案內 （页面存档备份，存于）（日語） - 關東鐵道